# Északnyugati-felföld
Az Északnyugati-felföld (angolul Northwest Highlands) kiterjedt középhegység Skócia északnyugati részén, amelyet a Grampian-hegységtől a délnyugat–északkeleti irányú Kaledóniai-árok – és a benne futó Kaledóniai-csatorna  választ el.

## Földrajza
Skócia geológiai értelemben legrégibb felépítésű területe, a középhegység uralkodó alapkőzete a gneisz. Helyenként prekambriumi felbukkanások, sötétvörös és szürke torridoni homokkő formációk tagolják a felszínt (Suilven, Cùl Mòr, Cùl Beag, Quinag). Néhány hegy (pl. Beinn Eighe, Canisp) csúcsának alkotókőzete a kambriumi kvarcit.
Az Északnyugati-felföld hegyeinek és fennsíkjainak átlagos tengerszint feletti magassága 600–900 méter között váltakozik. Legmagasabb csúcsai a Liathach (1053 m) és a Ben Wyris (1046 m).
A vidék népsűrűsége alacsony, legnagyobb települése a Kaledóniai-csatorna északkeleti végénél fekvő, 40 ezer lakosú Inverness, a „Skót-felföld fővárosa”. További jelentősebb települések a felföld peremvidékén Thurso és Dingwall, de ezek népessége nem haladja meg a 10-10 ezer főt.

## Fordítás
Ez a szócikk részben vagy egészben a  Northwest Highlands című angol Wikipédia-szócikk ezen változatának fordításán alapul.  Az eredeti cikk szerkesztőit annak laptörténete sorolja fel. Ez a jelzés csupán a megfogalmazás eredetét és a szerzői jogokat jelzi, nem szolgál a cikkben szereplő információk forrásmegjelöléseként.